# Ґонґоліна (Ґродзиський повіт)
Ґонґоліна (пол. Gongolina) — село в Польщі, у гміні Баранув Ґродзиського повіту Мазовецького воєводства.
Населення — 87 осіб (2011).
У 1975-1998 роках село належало до Скерневицького воєводства.

## Демографія
Демографічна структура станом на 31 березня 2011 року:
|          | Загалом | Допрацездатний вік | Працездатний вік | Постпрацездатний вік |
| -------- | ------- | ------------------ | ---------------- | -------------------- |
| Чоловіки | 49      | 17                 | 28               | 4                    |
| Жінки    | 38      | 9                  | 21               | 8                    |
| Разом    | 87      | 26                 | 49               | 12                   |